# ガレアッツォ・マリーア・スフォルツァの肖像
『ガレアッツォ・マリーア・スフォルツァの肖像』（伊: Ritratto di Galeazzo Maria Sforza, 英: Portrait of Galeazzo Maria Sforza）は、イタリアの盛期ルネサンスの画家ピエロ・デル・ポッライオーロが1471年頃に制作した肖像画である。油彩。ミラノ公爵ガレアッツォ・マリーア・スフォルツァ（1444年-1476年）を描いている。現在はフィレンツェのウフィツィ美術館に所蔵されている。

## 人物
ガレアッツォ・マリーア・スフォルツァは1444年に父フランチェスコ・スフォルツァと母ビアンカ・マリーア・ヴィスコンティの長子として生まれた。最初の妻であるマントヴァ侯爵ルドヴィーコ3世・ゴンザーガの娘ドロテア・ゴンザーガと死別したのち、サヴォイア家出身でフランス国王ルイ11世の義理の妹に当たるボナ・ディ・サヴォイアと再婚した。ガレアッツォは芸術の後援者として知られ、中でも特に音楽を愛好し、パドヴァ大学の発展にも関心があった。しかしその一方で彼は残虐な性格の持ち主であり、国庫を圧迫するほどの贅沢の限りを尽くした生活と、それによる重税や、ルチア・マルリアーニ伯爵夫人（contessa Lucia Marliani）との不倫関係は多く人々の反感を買った。最終的にガレアッツォの生涯は暗殺で幕を閉じることとなった。ブルゴーニュ公爵に対する軍事遠征から帰国して間もない1476年12月26日、サント・ステファノ・マッジョーレ聖堂で貴族出身の3人の若い男たちによって刺殺された。32歳であった。

## 制作経緯
フィレンツェのメディチ家とは父の代から同盟関係にあった。1471年、ガレアッツォ・マリーア・スフォルツァはフィレンツェを訪問し、ロレンツォ・デ・メディチの邸宅に滞在している。肖像画はこのとき制作されたと考えられている。

## 作品

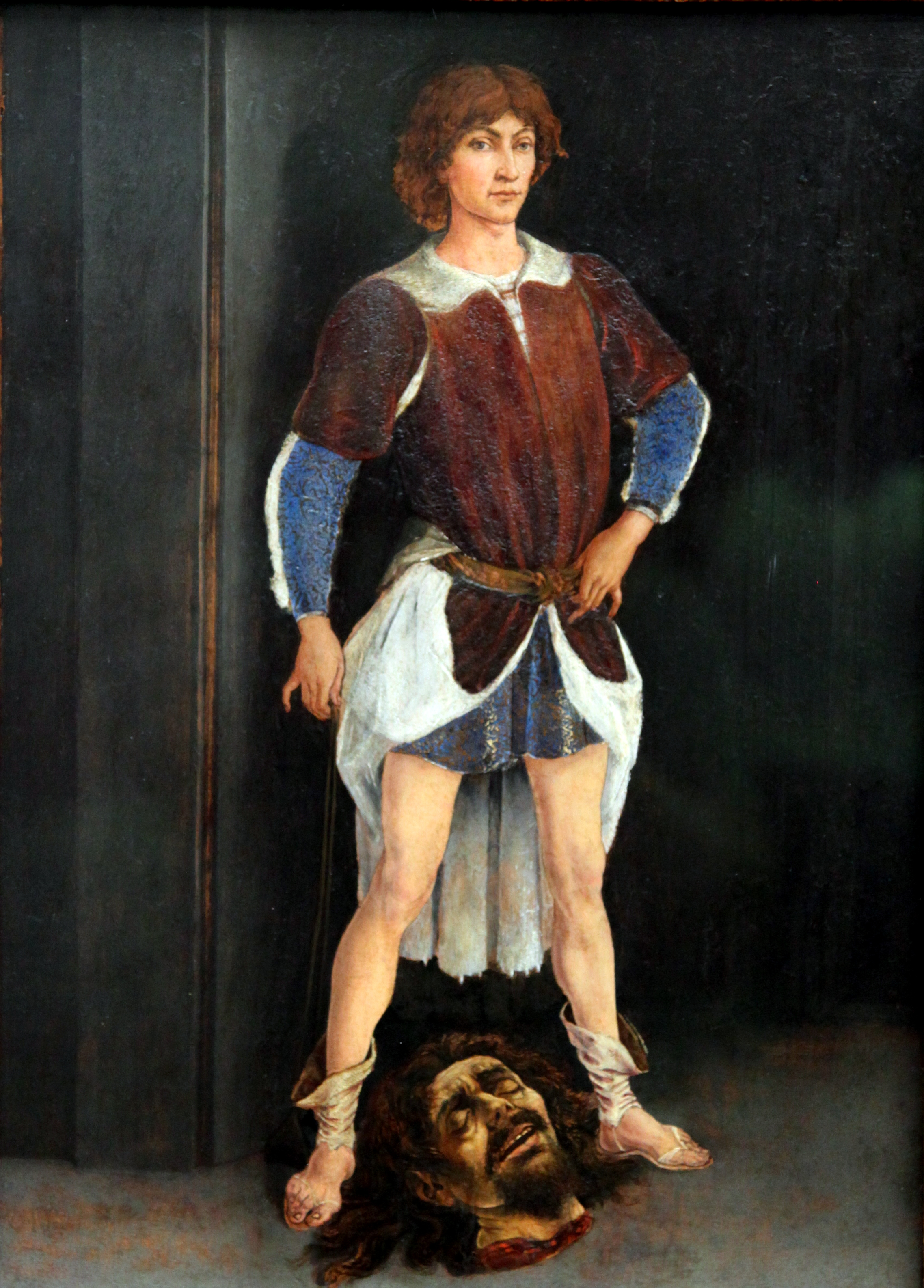
ピエロ・デル・ポッライオーロの1472年頃の作品『勝利したダヴィデ』。絵画館所蔵。

ガレアッツォは緑の紋織物の衣服を身に着けた胸像として描かれている。彼の衣服に施されている金色のフルール・ド・リスの紋章は同盟関係にあったフランス王国との関連を示している。ガレアッツォの胸板は右側からの四分の三正面を向いているが、その顔は横顔に近い角度まで回転しているため、彼の左目は大きな鷲鼻によって半ば隠れている。画面下ではガレアッツォは手袋に包まれた右手にもう片方の手袋を握り、人差し指で画面右方向を指し示している。しかし彼の眼はその方向を見ておらず、眼だけを動かして鑑賞者の側を凝視している。このようにポッライオーロは身体の各部位に異なる方向を向かせることで、身体のねじりを作り出し、動感を生み出している。フィレンツェの肖像画は15世紀半ばまで側面観で描くことが主流であったが、それ以降は四分の三正面像として描いたものが増加していく。本作品もそうした作例の1つといえるが、身体の動きを想起させるポーズの導入や、強調された胸部の量感描写といった要素はフィレンツェに特有のものである。
制作年代は商業裁判所を装飾するために制作した美徳像の連作とほぼ同時期であり、様式や技法の点で類似が確認できる。
支持体にはイトスギ材が用いられている。また技術面では、通常の板絵で行われる石膏を使った下地処理をすることなく、直接板に描いたことが明らかになっている。この特徴は同時期の商業裁判所の美徳像のうちの4点や、ベルリンの絵画館に所蔵されている『勝利したダヴィデ』（David come vincitore）と共通している。
ポッライオーロは画面の各部分ごとの質感を表現するため、異なる筆触を用いて描いており、それによって異なる効果を生み出している。顔の部分は透明性を抑えた絵具による描写を重ねることで動きのある肌に反射する光の揺れを表現している。緑の衣服やフルール・ド・リスの紋章、手袋などでも透明な層と不透明な層が異なる方法で組み合わせている。これは同時代のフランドル絵画の平滑な絵画表面とは異なっている。

## 来歴
絵画はすでにピエロ・デル・ポッライオーロの生前に記録されており、ロレンツォ・デ・メディチが死去した1492年の財産目録にピエロ作のガレアッツォの肖像画として記載されている。価値は10フローリンと評価されている。当時、肖像画はメディチ・リッカルディ宮殿のロレンツォ・デ・メディチが使用していた1階の大部屋にあり、ウルビーノ公爵フェデリーコ・ダ・モンテフェルトロの肖像画の隣に飾られていた。絵画はその後、1553年までにヴェッキオ宮殿に移された。